# つくばみらい市立谷和原小学校
つくばみらい市立谷和原小学校（つくばみらいしりつ やわらしょうがっこう）は、茨城県つくばみらい市加藤に所在する市立小学校。

## 沿革
- 1915年4月 - 鹿島村西楢戸尋常高等小学校、同尋常高等小学校下小目分教場開校。
- 1922年5月 - 鹿島村の中央に位置する現在地に鹿島村尋常小学校が開校。
- 1924年 - 西楢戸尋常高等小学校と下小目教場を統合、鹿島尋常高等小学校に改称。
- 1938年4月 - 合併により、旧長崎村の長崎尋常高等小学校を鹿島尋常高等小学校に移築。同時に谷原尋常高等小学校に改称。
- 1941年4月 - 筑波郡谷原村立谷原国民学校に改称。
- 1948年4月 - 筑波郡谷原村立谷原小学校に改称。
- 1955年 - 合併により、谷和原村立谷原小学校に改称。
- 1957年 - 第一校舎跡に一般校舎竣工。
- 1973年7月 - プール竣工。
- 1978年3月 - 体育館竣工。
- 1984年3月 - 3階建の鉄筋永久校舎竣工。
- 1991年2月 - 校舎増築部分竣工
- 2001年 - 障害者用トイレ・エレベーター・用水路側フェンスを設置。
- 2004年 - 北校庭芝生化
- 2006年 - 合併により、つくばみらい市立谷原小学校に改称。
- 2007年3月 - 体育館耐震改修工事完了。
- 2023年4月 - つくばみらい市立十和小学校と統合し、つくばみらい市立谷和原小学校として開校。

## 学区
つくばみらい市のうち、加藤、上小目、下小目、成瀬、宮戸、西丸山、東楢戸、西楢戸、古川、鬼長、川崎、押砂、上長沼、北袋、下長沼、十和、田村、樛木（つきぬき）、日川(にっかわ)、真木、箕輪が学区となっているほか、陽光台・紫峰ヶ丘・富士見ヶ丘が選択学区となっている。
また、旧下総国（北相馬郡）、旧常陸国（筑波郡）の両方に跨る学区となっている。
市立中学校に進学する場合の進学先は、当校に隣接する谷和原中学校となる。

## 交通
- 首都圏新都市鉄道つくばエクスプレスみらい平駅より
  - 徒歩30分
  - つくばみらい市コミュニティバス｢みらい号｣北西ルート・庁舎間シャトルバス[1]｢谷和原庁舎｣下車前。
- 関東鉄道常総線小絹駅より
  - 徒歩30分
  - つくばみらい市コミュニティバス｢みらい号｣北西ルート｢谷和原庁舎｣下車前。